# ウバユリ
ウバユリ（姥百合、蕎麦葉貝母、学名: Cardiocrinum cordatum）はユリ科ウバユリ属の多年草。山地の森林に多く自生する。ユリに似た花をつけるが、葉は大きく異なる。花が満開になる頃には葉が枯れてくる事が多いため、歯（葉）のない「姥」にたとえて名づけられた。地方による別名として、カバユリ、ネズミユリ、ウバヨロ、ヤマカブ、ヤブユリなどともよばれている。

## 分布と分類
日本の本州（関東・中部地方以西）、四国、九州に分布する。山麓や谷間の草地や林内などの日陰にまばらな集団をつくる。中部地方以北・樺太・千島には大型の変種オオウバユリ（ C. cordatum var. glehnii ）が分布する。

## 形態・生態
開花年齢前の若い株には、地下に葉柄下部がふくらんだ卵形の鱗茎（球根）をもつ。鱗茎は若い株だけに生じる。根は、茎の下部から多数出る。茎は直立して高さ1メートル (m) ぐらいに伸び、茎の下部にかたまって輪生状に5 - 6枚の葉をつける。葉は、長さ15 - 25センチメートル (cm) の細長い心形で、網状の脈があり、縦に巻いているものが次第に開く。若苗のころは、葉脈や葉縁が褐紫色になる特徴がある。葉には長い柄があり、基部は太くなる。若い苗は根出葉だけだが、鱗茎が大きくなると、直立する茎の高さは50 - 100 cmほどまで伸びる。茎は中空で無毛。花をつける頃になると元の鱗茎は無くなり、秋にかけて新しい鱗茎ができる。
花期は夏（7 - 8月ごろ）。茎の先端にテッポウユリに似た横向きの花を2 - 4個つける。花は緑白色で、長さ12 - 17 cmの細長い花びらがやや不規則に並ぶ。花後は長さ4 - 5 cmで楕円形の果実をつける。扁平な種子には広い膜があり、長さ11 - 13ミリメートル (mm) の鈍3角形になる。

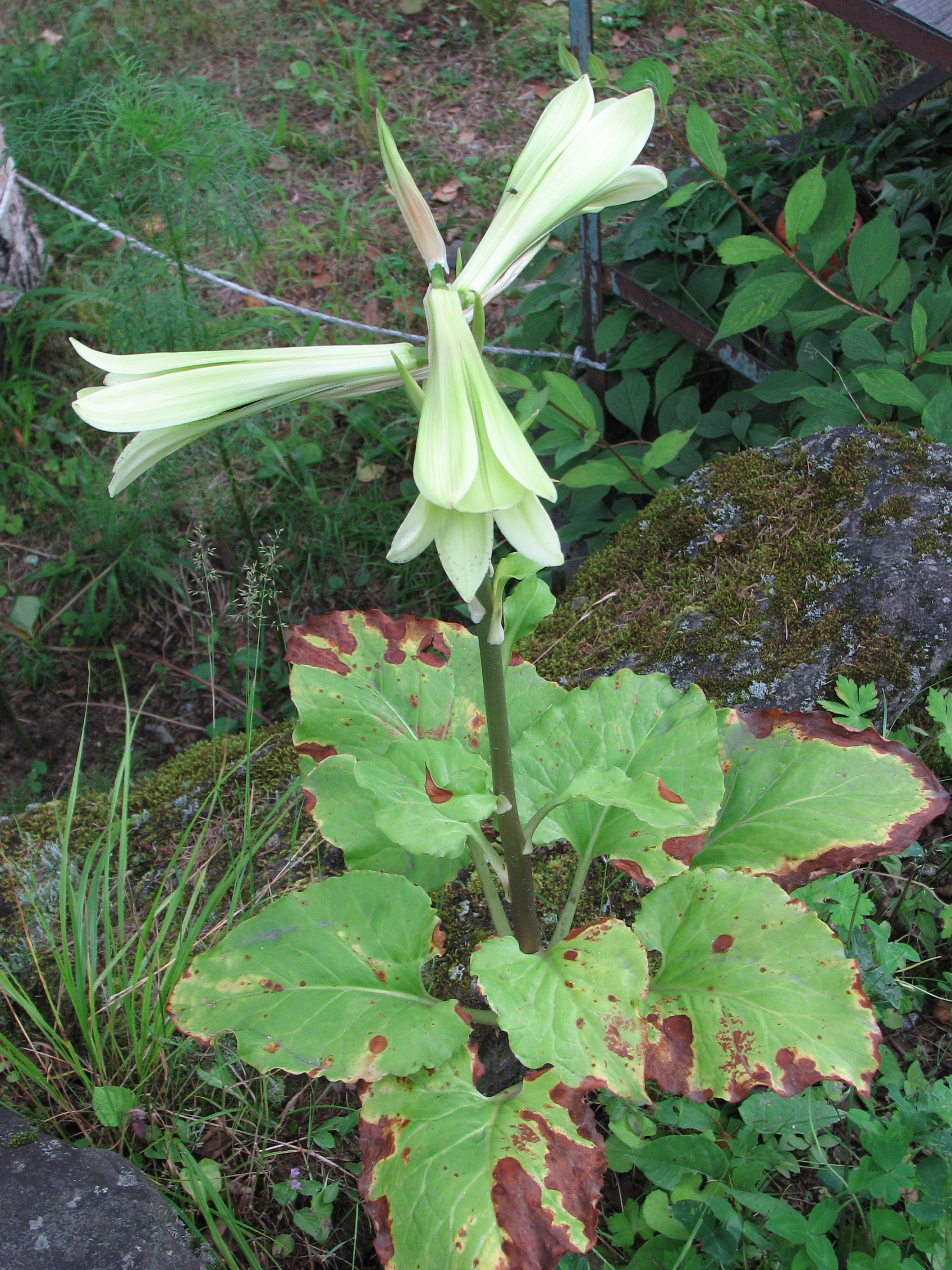
全体。
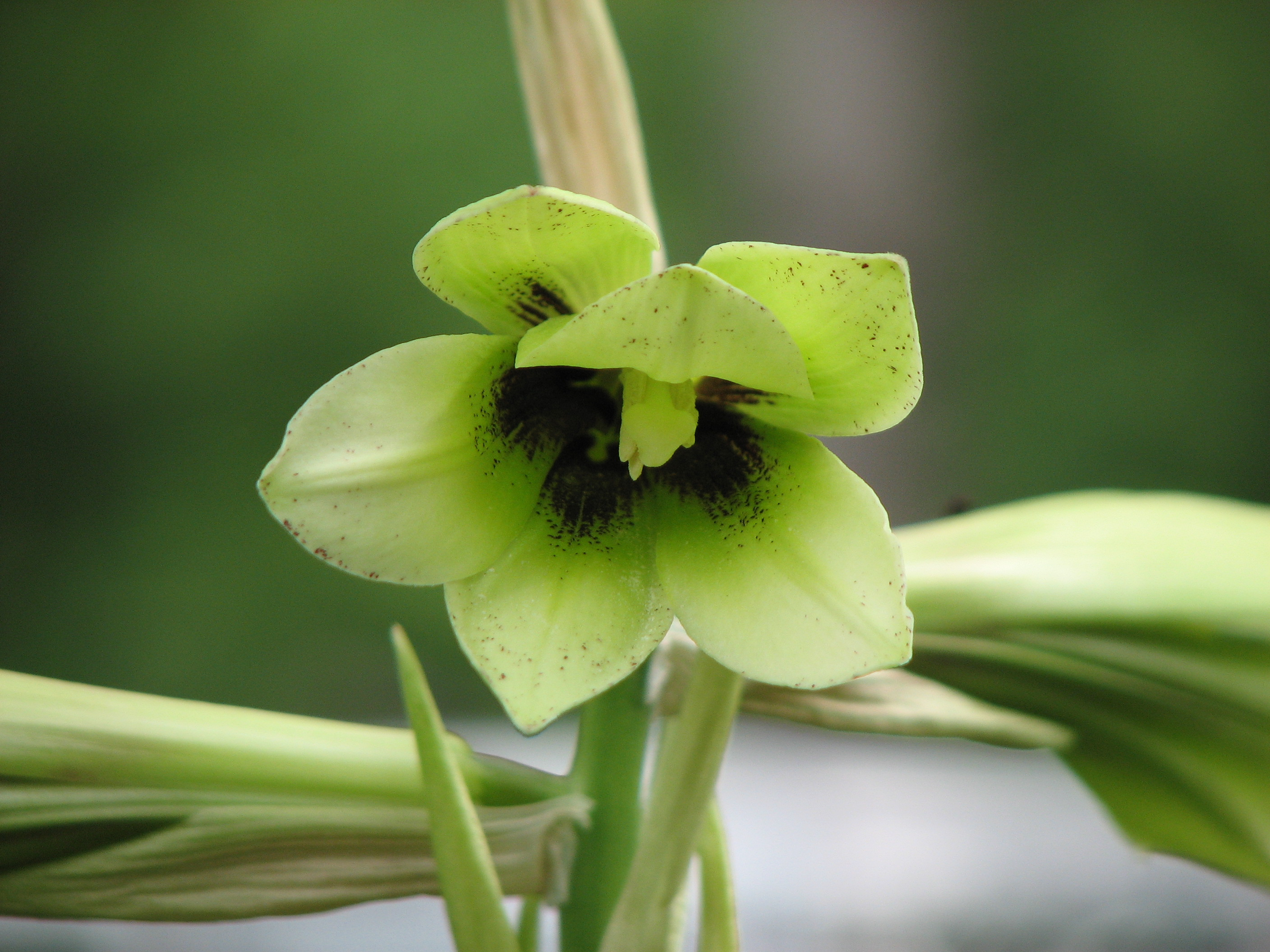
ウバユリの花。つぶれた筒状で開かない。
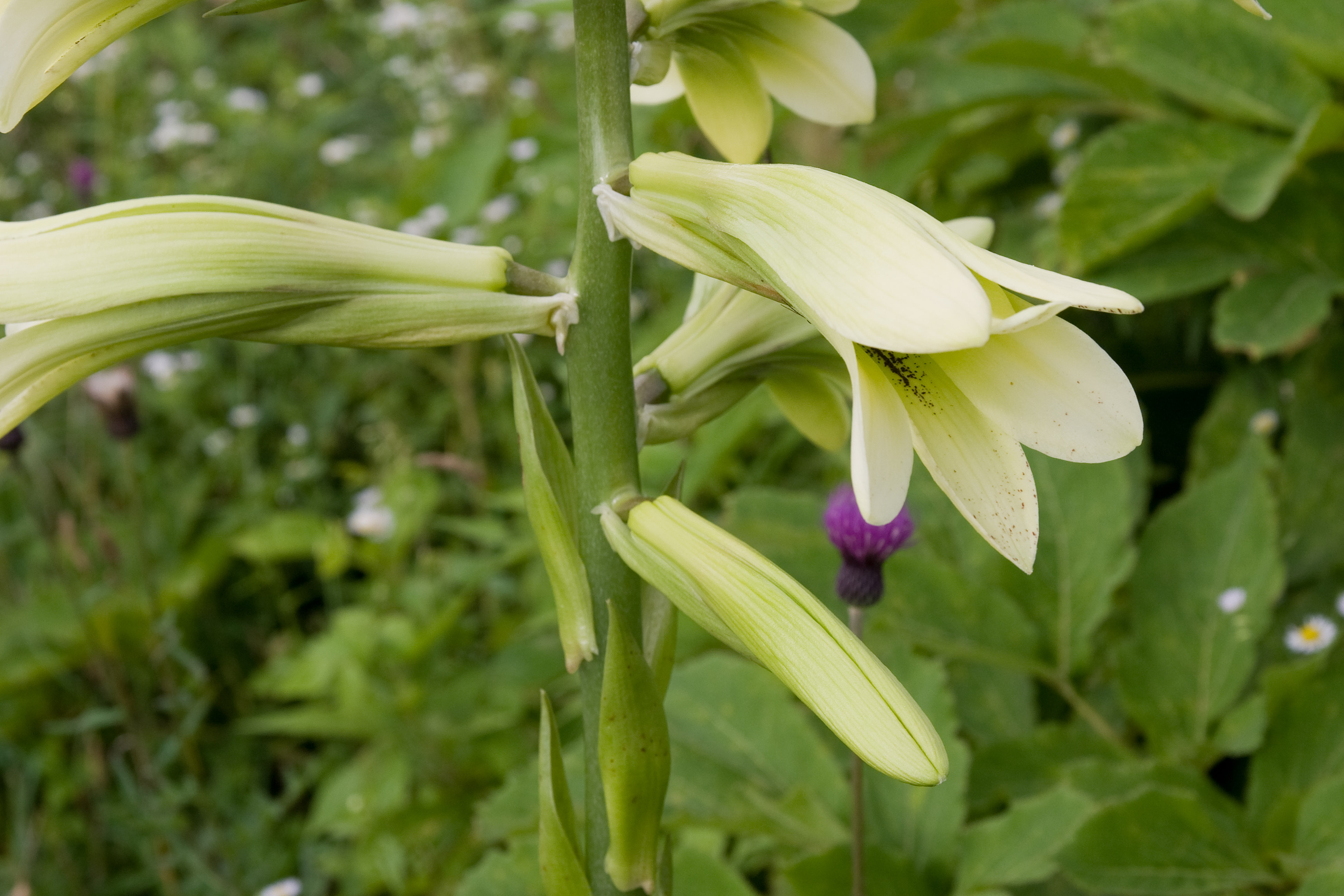
花序。まばらにつく。

## 利用
3 - 5月ごろの若芽は食用になり、おひたしや和え物にする。鱗茎は、冬（11 - 翌年1月ごろ）に枯れた茎葉を探して掘り採り、百合根と同じように鱗片をはがし、さっと茹でて和え物、煮物、きんとん、マヨネーズ和えなどにする。生のまま1片ずつ剥がして天ぷらやフライにもできる。茹でた鱗茎はソフトな舌触りで、クセや苦みはない。酒を加えて砂糖煮にするとデザートになる。
近縁種で、日本海側に分布する大形のオオウバユリも食用となる。